# Замок Шаакен
За́мок Шаа́кен (нем. Schaaken) — орденский замок в посёлке Некрасово Гурьевского района Калининградской области. Основан на месте прусской крепости (Зоке, а позднее Шокин) около 1270 года.

## История

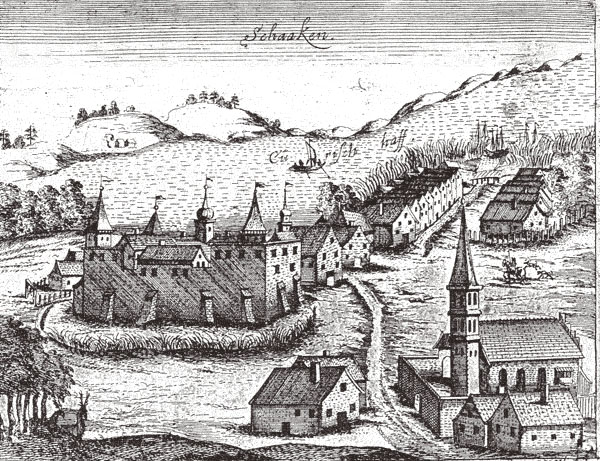
Замок Шаакен в 1526 году

Впервые прусская волость Шаакен (Сакен) упоминается в хронике Тевтонского ордена за 1258 год. «История старой Пруссии» говорит, что орденская деревянная крепость в Шаакене начала строиться в 1261 году. Средневековые строители заложили свою крепость не на побережье Куршского залива, а примерно в четырёх километрах от него. Для строительства была запружена река Шаакен (теперь Большая Морянка), и на топком болотистом грунте было построено оборонительное укрепление. В хронике также упоминается, что к 1270 году в Шаакене была достроена епископская деревянная крепость.
Впоследствии к оборонительным стенам замка было пристроено большое количество построек, в которых располагались часовня, жилые помещения и другие хозяйственные строения.
Слово «Шаакен» пришло из прусского языка и означает «трава». Что и не удивительно: природный ландшафт этих мест представляет собой пространство, заросшее травой, тростником и камышом.
В 1697 году в гавани, расположенной недалеко от Шаакена, побывала часть «Великого посольства российского» на пути своего следования в Западную Европу. Царь Пётр I останавливался в Шаакене 11 ноября 1711 года, 9 июля 1712 и 23 сентября 1717 (даты по старому стилю).

## Современное состояние
Шаакен практически не пострадал во время Великой Отечественной войны. С конца 1945 года в замке располагался приют для немецких детей-сирот, который просуществовал до 1947 года. После войны территория замка использовалась как колхозная конюшня, которая просуществовала до начала 1960-х годов. Затем замок был отдан под жильё, а подсобные помещения использовались под хозяйственные нужды.
В 1980-х годах в замке жила только одна семья, которая использовала ещё пригодные для жилья помещения. Отсутствие своевременного ремонта, равнодушие и безответственность местных властей привели к разрушению здания замка, и сохранившиеся постройки превратились в руины.
В 2000-х годах замок был передан в аренду Частным лицам, шли восстановительные работы, заново отстроена часть крепостной стены. В замке проводились туристические экскурсии, была собрана музейная экспозиция, выставлены средневековые тюремные орудия пыток, содержались экзотические животные (детский уголок). В 2011 году замок передан Русской православной церкви. В 2012 на территории произошёл пожар.
В 2024 году началась частичная реконструкция замка.

## Галерея

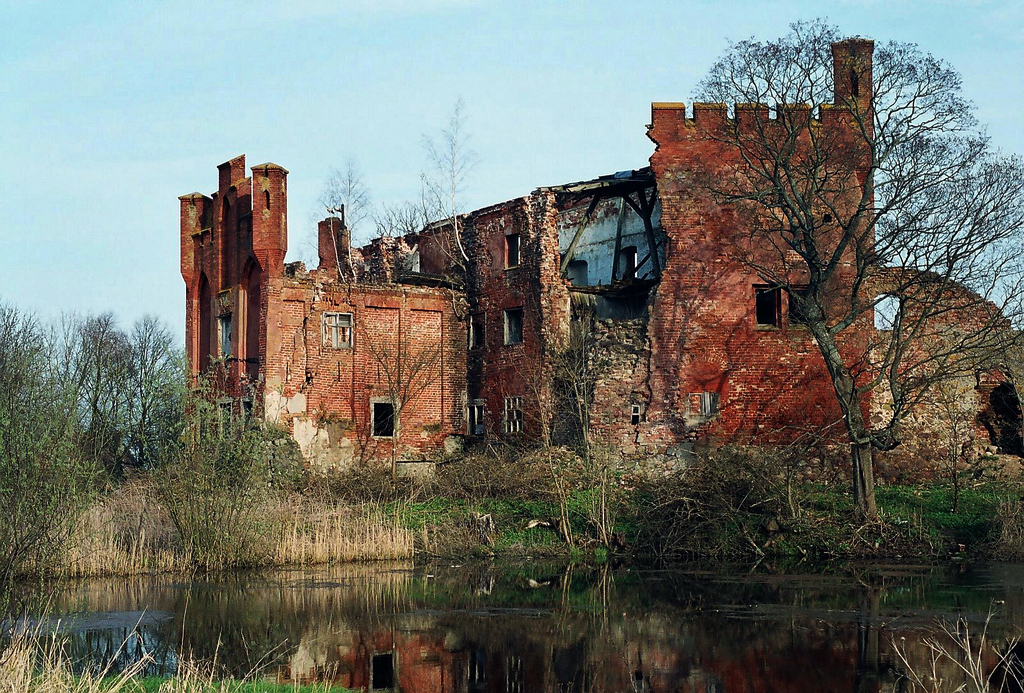
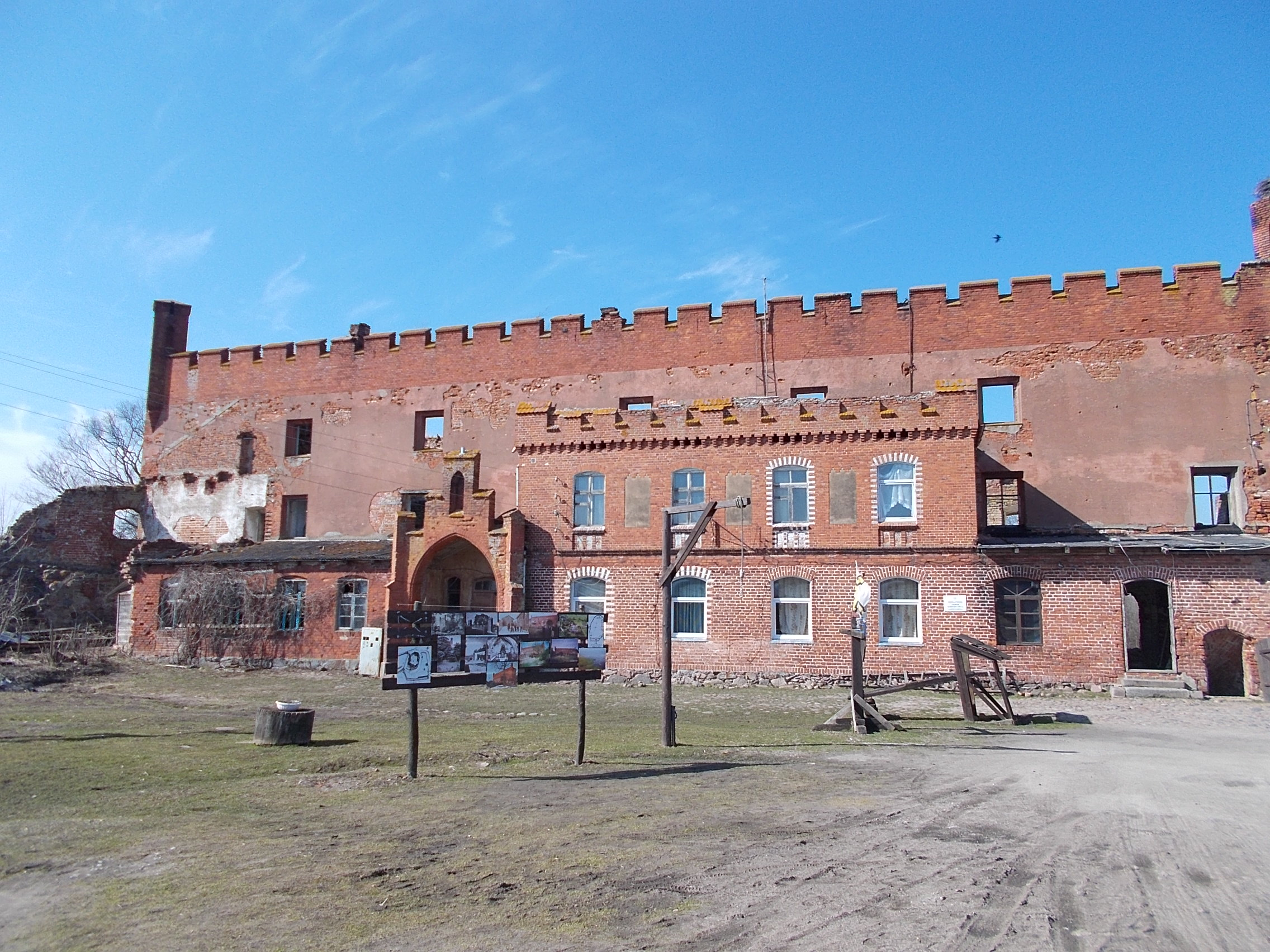
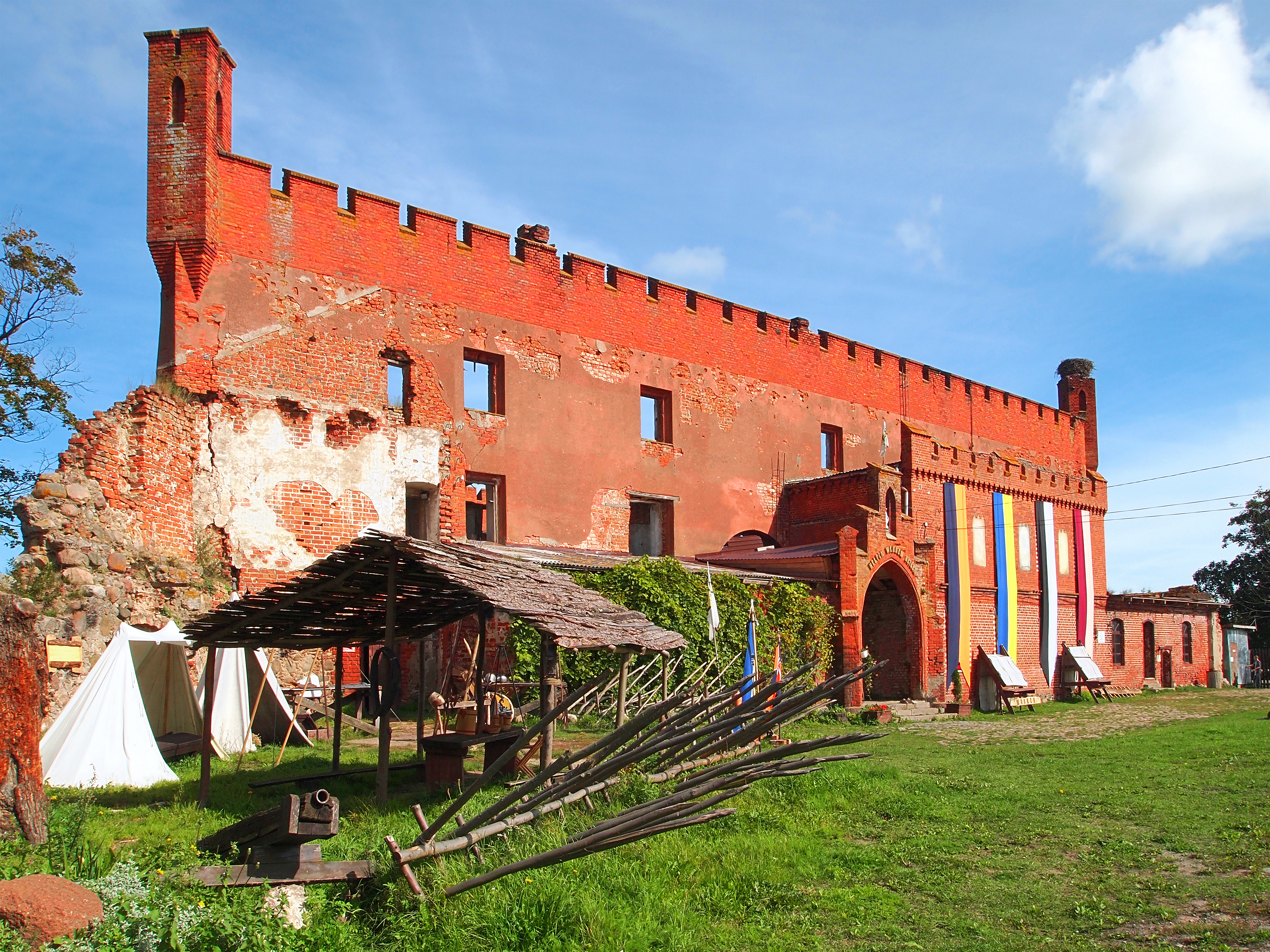
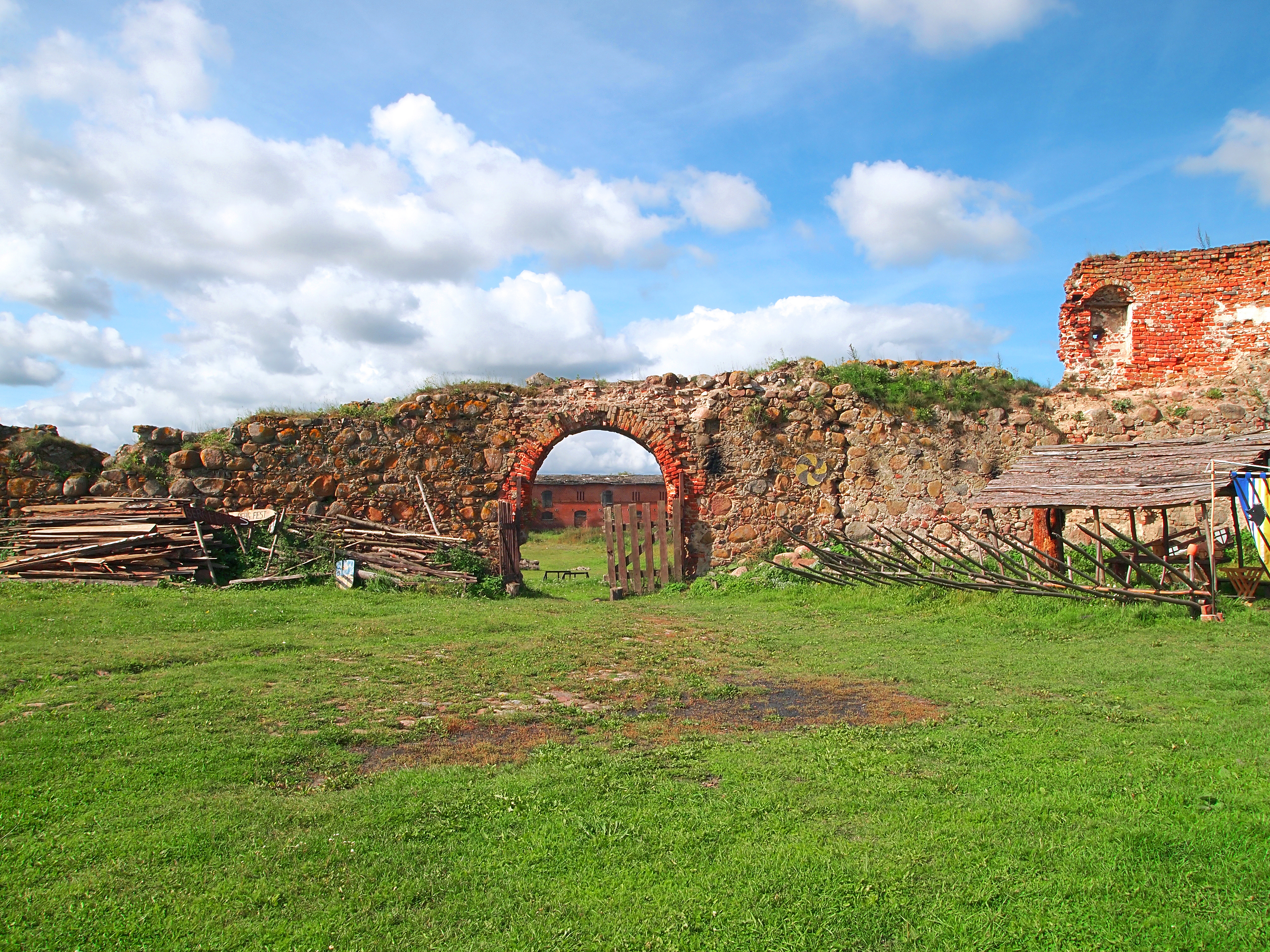
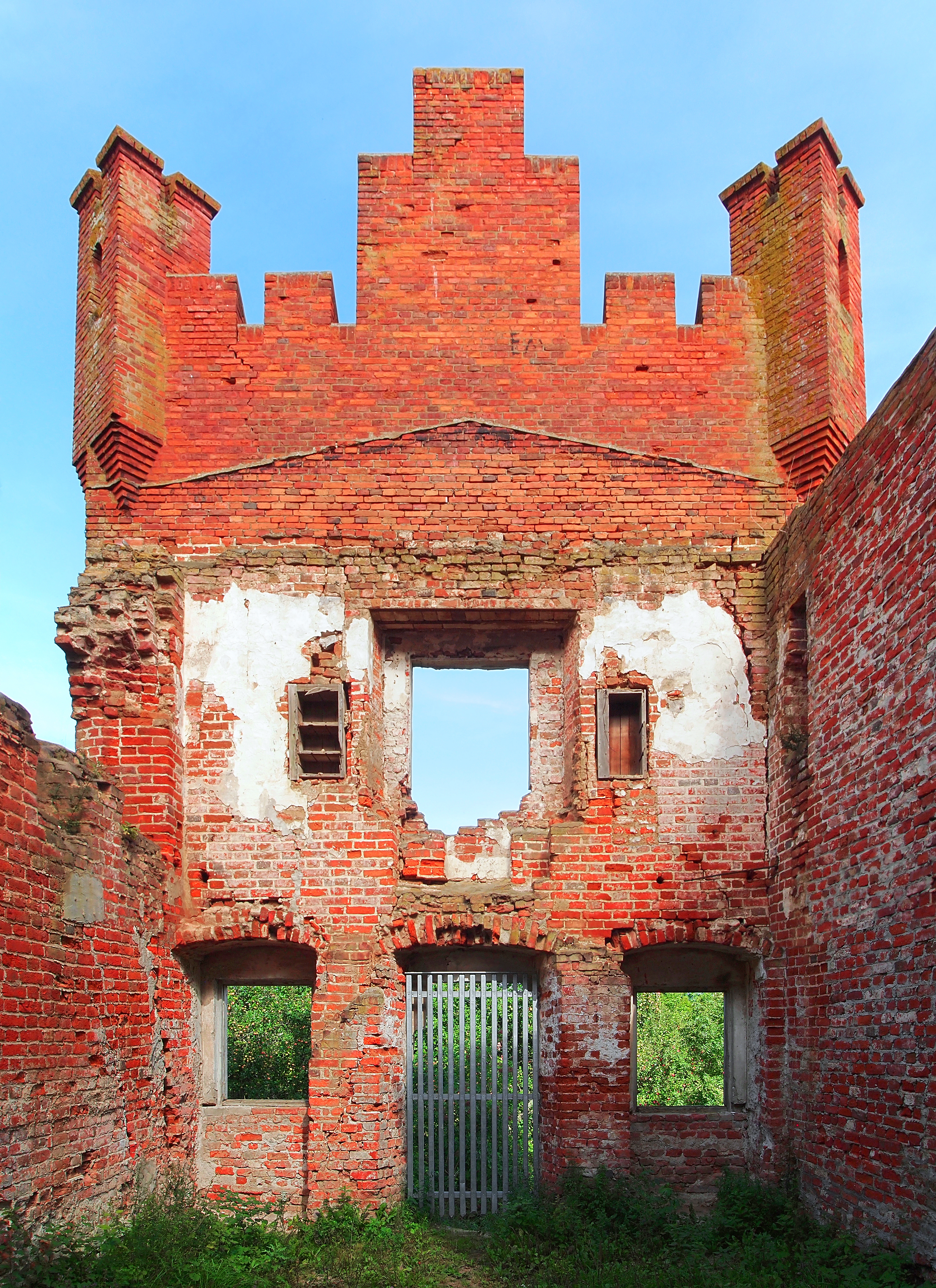
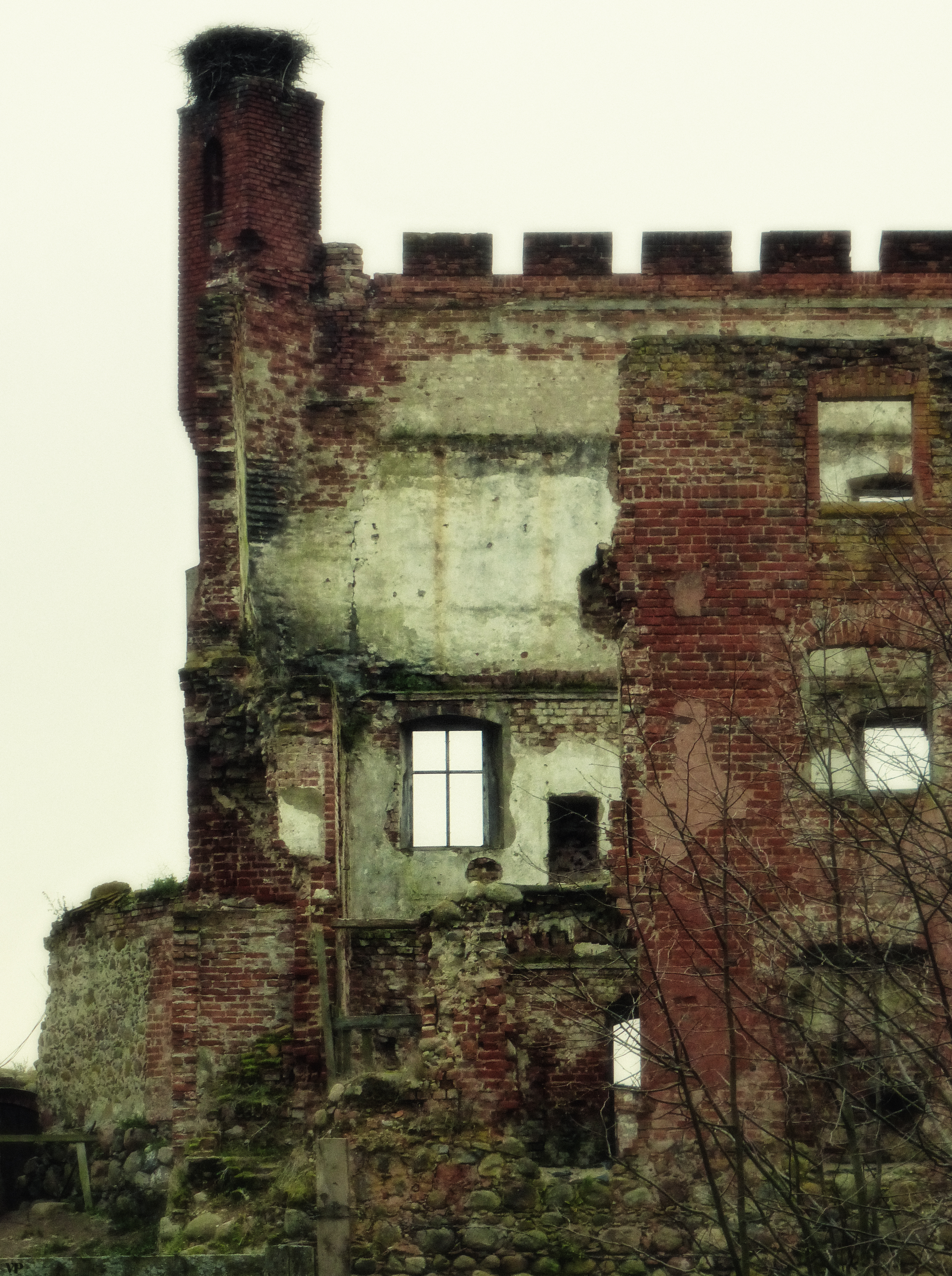